# Abaj Kunanbajuly
Abaj Ibrahim Kunanbajuly (kaz. Абай Ибраһим Кұнанбайұлы, ros. Абай Ибрагим Кунанбаев; ur. 10 sierpnia 1845 w Karkarałach, zm. 6 lipca 1904) – kazachski poeta, kompozytor i filozof, uważany za jednego z najwybitniejszych twórców kazachskich i współtwórca współczesnego literackiego języka kazachskiego, działacz społeczny i kulturalny. 
Wprowadził do poezji tematykę społeczno-obyczajową oraz nową wersyfikację. Był także działaczem politycznym, mocno zaangażowanym w przemiany społeczno-gospodarcze swojego narodu. W swoich utworach często i chętnie podejmował tematykę społeczną. Tworzył wiersze i poematy o tematyce społeczno-kulturalnej, związane z ustną poezją ludową.
Poemat
- Masgud (1887)